# 江苏省教育厅
江苏省教育厅，是江苏省人民政府主管教育工作的组成部门。

## 主要职责
机构职能主要有：
1. 贯彻党和国家的教育方针、政策，落实国家有关教育的法律法规，拟订教育改革和发展的政策和规划，起草有关地方性法规、规章草案并组织实施。
2. 负责各级各类教育的统筹规划和协调管理，指导各级各类学校的教育教学改革，负责全省教育基本信息的统计、分析和发布。
3. 负责本部门教育经费的统筹管理，参与拟订教育经费筹措、教育拨款、教育收费、教育基建投资等方面的政策，负责统计全省教育经费投入情况。
4. 负责推进义务教育均衡发展和促进教育公平，负责义务教育的宏观指导与协调，指导普通高中教育、幼儿教育和特殊教育工作。制定基础教育教学基本要求和教学基本文件，组织审定基础教育地方课程教材，全面实施素质教育。
5. 指导以就业为导向的职业教育的发展与改革，制定中等职业教育教学指导文件和教学评估标准，指导中等职业教育教材建设和职业指导工作。
6. 指导高等教育发展与改革，深化高校管理体制改革，切实提高高等教育质量。指导高校教育教学改革，统筹指导各类高校教育和继续教育，指导改进高等教育评估工作。
7. 指导学校德育工作、思想政治工作、体育卫生与艺术教育工作以及国防教育工作。
8. 指导学校党的建设工作，负责厅管五年制高等职业技术学校校级领导干部的管理，参与做好高校领导干部教育培训工作，协助省有关部门指导高校领导班子思想作风建设。
9. 会同省有关部门指导高校统战工作，指导高校做好民主党派、侨联台联、民族宗教工作，指导高校工会、共青团、妇联等群众组织开展工作。
10. 指导、协调教育系统维护稳定以及学校安全保卫工作，指导学校后勤管理与改革工作。
11. 主管全省教师工作，组织、指导实施教师资格制度，组织、指导教育系统专业技术职务评审聘任工作，指导、协调教育系统人才队伍建设、人事分配制度改革工作。
12. 负责各类高等学历教育招生考试和学籍学历管理工作，拟订高校招生政策，会同省有关部门编制高等教育招生计划。参与拟订普通高校毕业生就业创业政策，指导普通高校开展大学生就业创业指导和服务工作。
13. 规划、指导高校的自然科学和哲学社会科学研究，协调、指导高校参与国家、区域创新体系建设和承担国家、省各类科技计划以及重大哲学社会科学研究项目的实施工作，指导高校科技创新平台的发展建设，指导教育信息化和产学研结合等工作。
14. 组织、指导教育系统国际交流与合作，管理我省出国留学和来我省留学人员的有关工作以及港澳台的教育交流合作工作，指导汉语国际推广工作。
15. 指导全省教育督导工作，负责组织和指导对中等及其以下教育的督导检查和评估验收工作，组织、指导基础教育发展水平、质量的监测工作。
16. 负责全省语言文字工作，指导语言文字规范化建设，监督检查语言文字的应用情况，负责普通话推广和普通话水平测试管理工作。
17. 承办省委、省政府交办的其他事项。

## 下属机关和单位

### 下属机关
- 办公室
- 政策法规处
- 人事处
- 发展规划处
- 财务处
- 基础教育处
- 职业教育处
- 高等教育处
- 研究生教育处
- 社会教育处
- 师资处
- 高校学生处
- 社会科学研究与思想政治教育处
- 科学技术与产业处
- 体育卫生与艺术教育处
- 国际合作与交流处
- 组织处
- 安全保卫与维护稳定处
- 教育督导室
- 语言文字工作处
- 监督与审计处
- 机关党委
- 离退休干部处

### 直属单位
- 江苏省教育厅机关服务中心
- 江苏省教育考试院
- 江苏省教育评估院
- 江苏教育报刊总社
- 江苏省电化教育馆
- 江苏省教育装备与勤工俭学管理中心
- 江苏省教育发展投资中心
- 江苏省高校科技发展中心
- 江苏省学生资助管理中心
- 江苏省教育财务结算中心
- 江苏省教育国际交流服务中心
- 江苏省高校招生就业指导服务中心
- 江苏联合职业技术学院
- 江苏省教育建筑设计研究院
- 江苏省教育科学研究院
- 三江学院
- 苏州大学应用技术学院
- 南京大学金陵学院
- 东南大学成贤学院
- 南京工业大学浦江学院
- 苏州大学文正学院
- 扬州大学广陵学院
- 南京航空航天大学金城学院
- 南京理工大学紫金学院
- 中国矿业大学徐海学院
- 苏州科技大学天平学院
- 南通大学杏林学院
- 南京医科大学康达学院
- 南京邮电大学通达学院
- 江苏大学京江学院
- 南京师范大学中北学院
- 南京财经大学红山学院
- 江苏师范大学科文学院
- 南通理工学院
- 南京审计大学金审学院
- 无锡太湖学院
- 江苏科技大学苏州理工学院
- 南京中医药大学翰林学院
- 常州大学怀德学院
- 南京传媒学院
- 南京理工大学泰州科技学院
- 南京师范大学泰州学院
- 西交利物浦大学
- 昆山杜克大学
- 南京视觉艺术职业学院
- 正德职业技术学院
- 钟山职业技术学院
- 金肯职业技术学院
- 应天职业技术学院
- 无锡南洋职业技术学院
- 江南影视艺术职业学院
- 太湖创意职业技术学院
- 九州职业技术学院
- 建东职业技术学院
- 苏州百年职业学院
- 苏州高博软件技术职业学院
- 硅湖职业技术学院
- 苏州托普信息职业技术学院
- 昆山登云科技职业学院
- 炎黄职业技术学院
- 明达职业技术学院
- 江海职业技术学院
- 扬州中瑞酒店职业学院
- 金山职业技术学院
- 泽达职业技术学院